# Galeazzo Arconati
Galeazzo Maria Arconati, III feudatario della Pieve di Dairago (Milano, 1580 – Milano, 9 novembre 1649), è stato un nobile e mecenate italiano.
Fu uno storico proprietario del Codice Atlantico e del Codice Trivulziano 2162 di Leonardo da Vinci, nonché progettista di Villa Arconati (il Castellazzo) di Bollate, una delle più grandi e ricche ville suburbane del milanese.

## Biografia

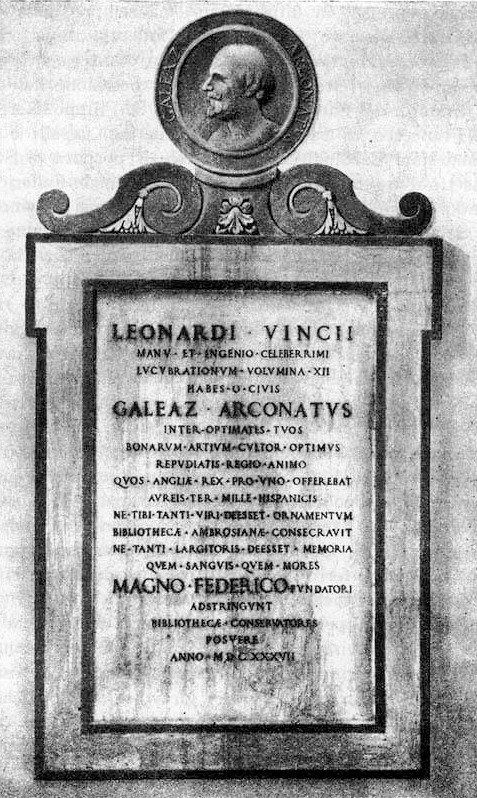
Lapide commemorativa della donazione dei manoscritti leonardeschi alla Biblioteca Ambrosiana di Milano ad opera di Galeazzo Arconati

Membro di nobile famiglia di Milano, Galeazzo Arconati era figlio di Giacomo Antonio e di Anna Visconti di Cislago e, come cadetto, venne destinato in un primo tempo alla carriera delle armi. Nel 1592 venne posto per volontà testamentaria del padre sotto la tutela del cugino cardinale Federico Borromeo assieme al fratello Carlo.
Attorno al 1622 acquistò da Polidoro Calchi diversi manoscritti di Leonardo da Vinci che questi aveva ricevuto dal suocero Pompeo Leoni, compresi gli attuali Codice Atlantico e Codice Trivulziano 2162. Con atto del 21 gennaio 1634 donò dodici manoscritti alla Biblioteca Ambrosiana di Milano. Il Codice Trivulziano fu in seguito da lui scambiato con altro manoscritto; nel 1750 era di proprietà di Galeazzo Caccia e fu acquistato da Carlo Trivulzio. Per lo studio dei medesimi documenti fu in contatto anche col noto bibliofilo biellese Cassiano dal Pozzo.
Si distinse sin dalla gioventù per un amore particolare per l'arte. Dilettante architetto (come del resto gran parte dei membri della sua famiglia negli anni), è ricordato principalmente per gli interventi presso Villa Arconati che acquistò dalla famiglia Cusani e fece ampliare e ristrutturare con l'intento di erigervi un grandioso palazzo, creando in loco anche una collezione che comprendeva marmi classici, gessi, dipinti, disegni e libri.
Fu in costante contatto con Guido Antonio Mazenta, anch'egli dilettante architetto e giureconsulto milanese, col quale si impegnò nella discussione circa l'opera di ristrutturazione della basilica di San Lorenzo a Milano, riprogettata proprio in quegli anni da Martino Bassi.
Come presidente della Veneranda Fabbrica del Duomo di Milano, Galeazzo fu in contatto coi principali architetti milanesi del suo tempo ed in particolare con Francesco Richini che il nobile ospitò a Villa Arconati durante la peste del 1630. Venne designato a rappresentare a Roma i Sessanta decurioni del governo di Milano per la nomina del nuovo arcivescovo dopo la morte del cugino Federico Borromeo, ma dovette essere sostituito dal conte Carlo Francesco Serbelloni per le sue condizioni di salute non stabili. Sopravvisse a questa prima e imprecisata "malattia" e nel 1635 venne nominato Giudice delle Strade e deputato della fabbrica della Chiesa di Santa Maria presso San Celso di Milano, oltre ad interessarsi al nuovo progetto della facciata della Chiesa di San Paolo Converso per la quale procurò al Cerano il marmo di Candoglia necessario per la realizzazione delle statue.
Fece testamento il 4 ottobre 1648 e morì a Milano il 9 novembre 1649 nel palazzo di famiglia di via Olmetto e venne sepolto nella chiesa di San Paolo Converso. Suo erede universale fu il nipote e genero Luigi Maria,il quale ottenne l'incombenza di dover provvedere anche al mantenimento delle cappellanie istituite nel 1642 dallo stesso Galeazzo presso la chiesa parrocchiale di Cuggiono, nel milanese.

## La collezione Arconati

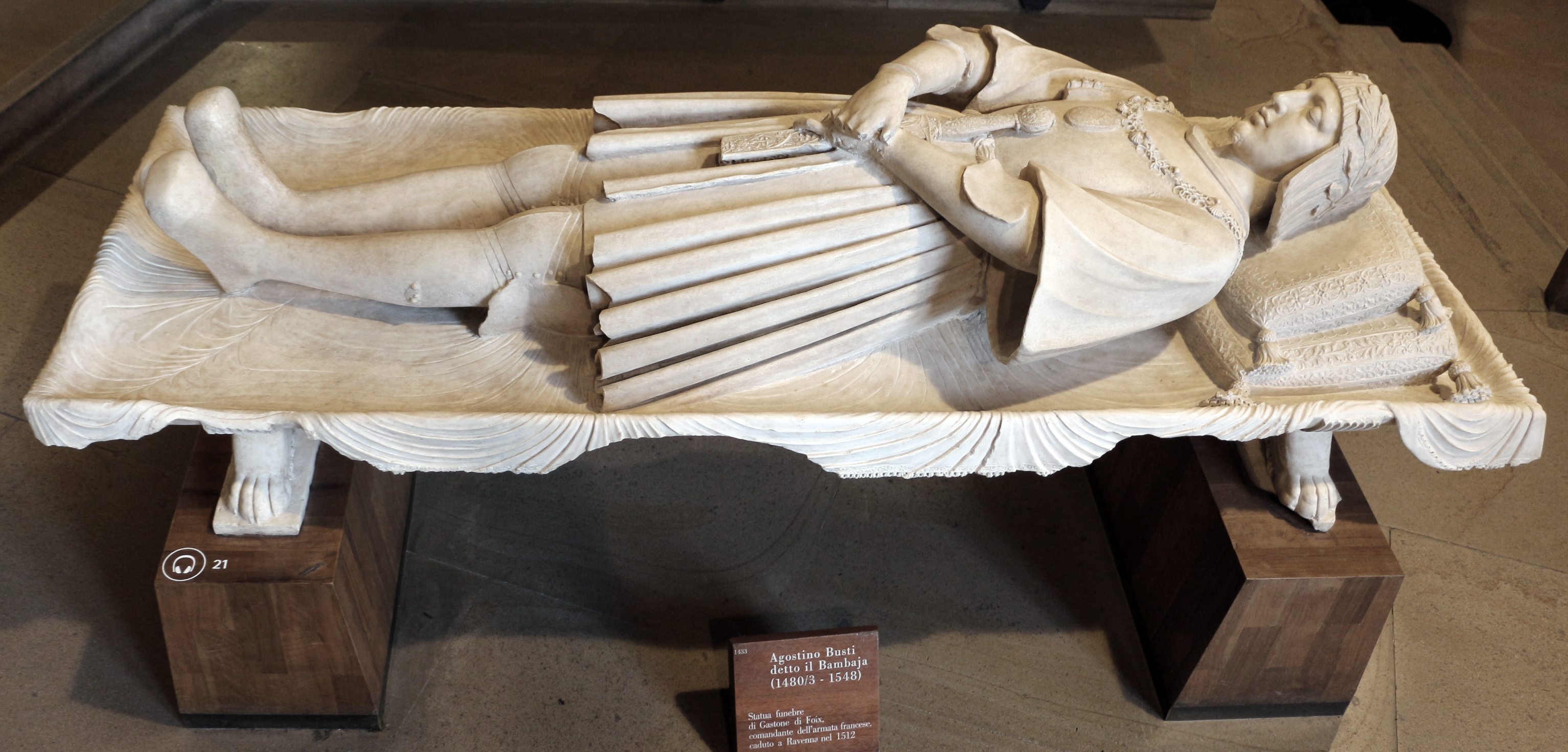
Il Monumento funebre a Gaston de Foix fu indubbiamente l'opera più significativa della collezione di Galeazzo Arconati

Uno dei motivi che avevano spinto Galeazzo Arconati a costruire la propria grandiosa villa era quello di accomodarvi le numerose opere d'arte che egli possedeva e che aveva acquistato o avrebbe acquistato nel corso dei suoi viaggi. Inizialmente poste all'interno della sua stessa abitazione, nel Settecento le opere vennero collocate in un'ala laterale del palazzo che andò a costituire un vero e proprio museo.
Acquistò numerose sculture, tra cui una rappresentante Pompeo (poi identificato con Tiberio) di epoca romana, ritrovata nel 1618 ed acquistata nel 1621 nel corso di uno dei suoi frequenti viaggi a Roma. Dai resoconti degli ospiti nella propria casa, sappiamo che nella villa erano custoditi numerosi busti di imperatori romani e una statua di Venere (collocata presso il camerino della figlia di Galeazzo). L'Arconati istituì anche una gipsoteca con calchi di famosi capolavori antichi acquistati dagli eredi di Leone Leoni come il Gladiatore Borghese, il Laocoonte, l'Ercole-Commodo, un satiro danzante ed una Venere. Oltre a questi, Galeazzo ottenne anche 38 calchi delle decorazioni a fregio della Colonna Traiana, ricavati dalle matrici realizzate dal Primaticcio per il re di Francia, Francesco I, per il suo castello di Fontainebleau.
Nel 1622 circa acquistò dalle monache del monastero di Santa Marta di Milano il prezioso Monumento funebre a Gaston de Foix che rimase nella sua villa al Castellazzo sino agli anni '90 del Novecento e che oggi si trova esposto ai Musei del Castello Sforzesco. L'opera, tra le più importanti e significative della collezione Arconati, si armonizzava nella mente di Galeazzo con l'idea di riunire degli exempla di condottieri famosi, dell'antichità e della modernità. Gli stessi Arconati antenati di Galeazzo avevano combattuto al comando di Gaston de Foix ed il suo monumento rappresentava un punto d'onore anche per celebrare la sua famiglia.

## Matrimonio e figli
Galeazzo Arconati sposò una sua cugina, Anna De Capitaneis de Arconate. Da questo matrimonio nacque un'unica figlia, Maria, la quale per mantenere intatto il patrimonio di famiglia andò in sposa al cugino Luigi Arconati Visconti, II conte di Lomazzo.
Ebbe poi una relazione con Caterina Vaghi dalla quale nacquero due figli illegittimi:
- Margherita
- Francesco (1605-?), poi padre domenicano col nome di Luigi Maria[5]

## Albero genealogico
|                                                                 |                                                 |                                        | Genitori                                  |  |  | Nonni |  |  | Bisnonni                                                       |  |  | Trisnonni                  |  |
|                                                                 |                                                 |                                        |                                           |  |  |       |  |  | Giovanni Gaspare Arconati, I feudatario di Arconate e Inveruno |  |  | Giovanni Battista Arconati |  |
|                                                                 |                                                 |                                        |                                           |  |  |       |  |  | Giovanni Gaspare Arconati, I feudatario di Arconate e Inveruno |  |  | Giovanni Battista Arconati |  |
|                                                                 |                                                 | Ippolita Gallarati                     |                                           |  |  |       |  |  | Giovanni Gaspare Arconati, I feudatario di Arconate e Inveruno |  |  |                            |  |
| Giovanni Battista Arconati, I feudatario della Pieve di Dairago |                                                 |                                        |                                           |  |  |       |  |  | Giovanni Gaspare Arconati, I feudatario di Arconate e Inveruno |  |  |                            |  |
|                                                                 |                                                 | Elena Carcano                          | Donato Carcano                            |  |  |       |  |  |                                                                |  |  |                            |  |
|                                                                 |                                                 | Elena Carcano                          | Donato Carcano                            |  |  |       |  |  |                                                                |  |  |                            |  |
|                                                                 |                                                 | Elena Carcano                          | Beatrice Visconti                         |  |  |       |  |  |                                                                |  |  |                            |  |
| Giacomo Antonio Arconati, II feudatario della Pieve di Dairago  |                                                 | Elena Carcano                          |                                           |  |  |       |  |  |                                                                |  |  |                            |  |
|                                                                 |                                                 | Hélie de Saint-Germain                 | Guillaume de Saint-Germain                |  |  |       |  |  |                                                                |  |  |                            |  |
|                                                                 |                                                 | Hélie de Saint-Germain                 | Guillaume de Saint-Germain                |  |  |       |  |  |                                                                |  |  |                            |  |
|                                                                 |                                                 | Hélie de Saint-Germain                 | Marie de Brézé                            |  |  |       |  |  |                                                                |  |  |                            |  |
| Claude de Saint-Germain                                         |                                                 | Hélie de Saint-Germain                 |                                           |  |  |       |  |  |                                                                |  |  |                            |  |
|                                                                 |                                                 | Marie d'Annebault                      | Jean d'Annebault, signore di Appeville    |  |  |       |  |  |                                                                |  |  |                            |  |
|                                                                 |                                                 | Marie d'Annebault                      | Jean d'Annebault, signore di Appeville    |  |  |       |  |  |                                                                |  |  |                            |  |
|                                                                 |                                                 | Marie d'Annebault                      | Marguerite Blosset                        |  |  |       |  |  |                                                                |  |  |                            |  |
| Galeazzo Visconti, III feudatario della Pieve di Dairago        |                                                 | Marie d'Annebault                      |                                           |  |  |       |  |  |                                                                |  |  |                            |  |
|                                                                 | Galeazzo Visconti di Somma, consignore di Somma | Guido Visconti                         |                                           |  |  |       |  |  |                                                                |  |  |                            |  |
|                                                                 | Galeazzo Visconti di Somma, consignore di Somma | Guido Visconti                         |                                           |  |  |       |  |  |                                                                |  |  |                            |  |
|                                                                 | Galeazzo Visconti di Somma, consignore di Somma | Leta Manfredi                          |                                           |  |  |       |  |  |                                                                |  |  |                            |  |
| Luigi Visconti di Cislago                                       | Galeazzo Visconti di Somma, consignore di Somma |                                        |                                           |  |  |       |  |  |                                                                |  |  |                            |  |
|                                                                 |                                                 | Caterina Valperga                      |                                           |  |  |       |  |  |                                                                |  |  |                            |  |
|                                                                 |                                                 |                                        |                                           |  |  |       |  |  |                                                                |  |  |                            |  |
|                                                                 |                                                 |                                        |                                           |  |  |       |  |  |                                                                |  |  |                            |  |
| Anna Visconti di Cislago                                        |                                                 |                                        |                                           |  |  |       |  |  |                                                                |  |  |                            |  |
|                                                                 |                                                 | Renato Trivulzio, signore di Formigara | Francesco Trivulzio, signore di Formigara |  |  |       |  |  |                                                                |  |  |                            |  |
|                                                                 |                                                 | Renato Trivulzio, signore di Formigara | Francesco Trivulzio, signore di Formigara |  |  |       |  |  |                                                                |  |  |                            |  |
|                                                                 |                                                 | Renato Trivulzio, signore di Formigara | Margherita Grassi                         |  |  |       |  |  |                                                                |  |  |                            |  |
| Lucia Trivulzio                                                 |                                                 | Renato Trivulzio, signore di Formigara |                                           |  |  |       |  |  |                                                                |  |  |                            |  |
|                                                                 |                                                 | Isabella Borromeo                      | Lancillotto Borromeo, conte di Arona      |  |  |       |  |  |                                                                |  |  |                            |  |
|                                                                 |                                                 | Isabella Borromeo                      | Lancillotto Borromeo, conte di Arona      |  |  |       |  |  |                                                                |  |  |                            |  |
|                                                                 |                                                 | Isabella Borromeo                      | Lucia Adorno                              |  |  |       |  |  |                                                                |  |  |                            |  |
|                                                                 |                                                 | Isabella Borromeo                      |                                           |  |  |       |  |  |                                                                |  |  |                            |  |